# Dendryphantini
Dendryphantini è una tribù di ragni appartenente alla Sottofamiglia Dendryphantinae della Famiglia Salticidae dell'Ordine Araneae della Classe Arachnida.

## Distribuzione
I 37 generi oggi noti di questa tribù hanno una diffusione cosmopolita.

## Tassonomia
A maggio 2010, gli aracnologi riconoscono 37 generi appartenenti a questa tribù:
- Anicius Chamberlin, 1925 — Messico (1 specie)
- Ashtabula Peckham & Peckham, 1894 — dal Brasile al Panama (9 specie)
- Avitus Peckham & Peckham, 1896 — dall'Argentina al Panama, Giamaica (6 specie)
- Bagheera Peckham & Peckham, 1896 — dal Guatemala al Messico (2 specie)
- Beata Peckham & Peckham, 1895 — America meridionale, Madagascar (22 specie)
- Bellota Peckham & Peckham, 1892 — Americhe, Pakistan (9 specie)
- Bryantella Chickering, 1946 — dal Panama all'Argentina (2 specie)
- Cerionesta Simon, 1901 — Guyana, Isole Saint Vincent e Grenadine (2 specie)
- Chirothecia Taczanowski, 1878 — America meridionale (12 specie)
- Dendryphantes C. L. Koch, 1837 — Eurasia, Africa, Americhe (57 specie)
- Empanda Simon, 1903 — Guatemala (1 specie)
- Eris C. L. Koch, 1846 — dall'Alaska all'Ecuador (12 specie)
- Gastromicans Mello-Leitão, 1917 — America centrale e meridionale (6 specie)
- Ghelna Maddison, 1996 — America settentrionale (4 specie)
- Hentzia Marx, 1883 — Americhe (21 specie)
- Lurio Simon, 1901 — America meridionale (5 specie)
- Macaroeris Wunderlich, 1992 — Eurasia (9 specie)
- Mburuvicha Scioscia, 1993 — Argentina (1 specie)
- Metaphidippus F. O. P.-Cambridge, 1901 — Americhe (47 specie)
- Osericta Simon, 1901 — Perù, Brasile (2 specie)
- Paradamoetas Peckham & Peckham, 1885 — dal Canada al Panama (4 specie)
- Paramarpissa F. O. P.-Cambridge, 1901 — USA, Messico (6 specie)
- Paraphidippus F. O. P.-Cambridge, 1901 — dagli USA al Panama (14 specie)
- Parnaenus Peckham & Peckham, 1896 — America centrale e meridionale (3 specie)
- Pelegrina Franganillo, 1930 — dal Canada al Panama (38 specie)
- Phanias F. O. P.-Cambridge, 1901 — dagli USA a El Salvador, Isole Galapagos (12 specie)
- Phidippus C. L. Koch, 1846 — Americhe, India (75 specie)
- Sassacus Peckham & Peckham, 1895 — Americhe (17 specie)
- Sebastira Simon, 1901 — Venezuela, Panama (2 specie)
- Selimus Peckham & Peckham, 1901 — Brasile (1 specie)
- Semora Peckham & Peckham, 1892 — America meridionale (4 specie)
- Semorina Simon, 1901 — America meridionale (4 specie)
- Terralonus Maddison, 1996 — USA (7 specie)
- Thammaca Simon, 1902 — Perù, Brasile (2 specie)
- Tulpius Peckham & Peckham, 1896 — Brasile, Guatemala (2 specie)
- Tutelina Simon, 1901 — dal Canada all'Ecuador (7 specie)
- Tuvaphantes Logunov, 1993 — Russia (2 specie)